# Donnchad mac Murchada
Donnchad mac Diarmata nommé également Donchad Ua Mael-na-mBo (mort en 1115) roi de Leinster de 1098 à 1115.

## Biographie
Donnachd appartient à la dynastie des Uí Cheinnselaigh, issu de la lignée des Mac Muchada car fils de Murchad mac Diarmata lui-même fils pré-décédé de Diarmait mac Mail na mBo. Après la mort en 1098 de son cousin Diarmait mac Énnai « tué par les fils de Murchad mac Diarmata » il accède au trône de Leinster.
Il est également prétendant au royaume de Dublin qui avait été autrefois vassalisé par son grand-père contre Domnall Gerrlámhach Uí Briain et son père l'Ard ri Erenn Muirchertach Mór mac Toirdhleabhach Ua Briain qui le contrôlait depuis une quarantaine d'années. En 1115, alors qu'il semble partager le pouvoir dans le Leinster avec Conchobar Ua Conchobair Failge  seigneur des Ui Failge, Donnchad mac Murchada et Conchobar Ua Conchobair Failge co-rois de Leinster, ils mettent à profit l’affaiblissement du pouvoir du roi Muirchertach Ua Briain Uí Briain souverain du royaume de Munster tombé gravement malade qui contrôlait Dublin  pour lancer une attaque contre le royaume de Dublin. Les hommes de Dublin, sous le commandement de Domnall Gerrlámhach Uí Briain repoussent cette entreprise, et tuent Donnchad et Conchobar,,.

## Postérité
Donnchad laisse trois fils :
- Énna mac Donnchada Mac Murchada, mort en 1126.
- Diarmait Mac Murchada, mort en 1171.
- Murchad (tué en 1172) [8],  roi d'Osraige vers 1123-1126.

## Source primaires
- « Annales des quatre maîtres », sur Corpus of Electronic Texts, University College Cork, 2013a (consulté le 29 mai 2018)
- « Annales d'Inisfallen », sur Corpus of Electronic Texts, University College Cork, 2008 (consulté le 29 mai 2018)
- « The Annals of Ulster », sur Corpus of Electronic Texts, University College Cork, 2012 (consulté le 29 mai 2018)

## Source secondaires
- (en) Francis J.Byrne Irish Kings and High-Kings, Courts Press History Classics (Dublin 2001)  (ISBN 1-851-82-196-1).
- (en) T.W Moody, F.X. Martin et F.J. Byrne, A New History of Ireland IX Maps, Genealogies, Lists. A companion to Irish History part II, Oxford, Oxford University Press, 2011, 690 p. (ISBN 978-0-19-959306-4).
- (en) E O'Byrne et S Duffy (dir.), Medieval Ireland : An Encyclopedia, New York, Routledge, 2005b, 546 p. (ISBN 978-0-415-94052-8 et 0-415-94052-4)
- (en) S Duffy, « Irishmen and Islesmen in the Kingdoms of Dublin and Man, 1052–1171 », Ériu, vol. 43,‎ 1992, p. 93–133 (ISSN 0332-0758, e-ISSN 2009-0056, JSTOR 30007421)